# Непотягово (Гаврилово-Посадский район)
Непотя́гово — село в Гаврилово-Посадском районе Ивановской области России, входит в состав Шекшовского сельского поселения.

## География
Село расположено в 8 км на юг от центра поселения села Шекшово и в 9 км на юг от райцентра города Гаврилов Посад.

## История
Непотягово было вотчиной Великих Князей и Царей Московских. Оно упоминается в Меновой грамоте Великого князя Ивана Васильевича начала XVI столетия. Упоминается Непотягово также в «Разъезжей грамоте» 1521 года. В 1816 году на средства прихожан была построена каменная церковь с колокольней. Престолов в ней было три: в настоящей холодной — в честь Святого великомученика Дмитрия Солунского, в теплом — в честь иконы Казанской Божьей Матери и во имя Святителя и Чудотворца Николая. В 1893 году в селе числилось 84 двора, мужчин — 336, женщин — 372.
В конце XIX — начале XX века село входило в состав Гавриловской волости Суздальского уезда Владимирской губернии.
С 1929 года село входило в состав Козловского сельсовета Гаврилово-Посадского района, с 1954 года — в составе Шекшовского сельсовета, с 2005 года — в составе Шекшовского сельского поселения.

## Население
| 1859 | 1897 | 1905 | 2010 |
| ---- | ---- | ---- | ---- |
| 505  | ↗780 | ↗823 | ↘311 |

## Достопримечательности
В селе расположена недействующая Церковь Димитрия Солунского (1816).